# Abies amabilis
Abies amabilis és una espècie de conífera de la família Pinaceae autòctona de la costa del Pacífic de l'Amèrica del Nord, des del sud d'Alaska fins al Nord de Califòrnia.

## Morfologia
Són arbres de 45 a 80 metres d'alçada i que poden arribar a fer 3 metres de diàmetres de tronc a l'altura del pit (1,3 m.). Tenen una capçada estretament cònica o una mica irregular en exemplars vells. L'escorça és llisa i grisenca o blanca quan són arbres joves amb nombroses glàndules resiníferes. En exemplars madurs l'escorça és brunenca, dividida en profunds solcs. Les branques són horitzontals, curtes i gruixudes i lleugerament recorbades en els pisos inferiors. Els branquillons són pubescents i de color marró verdós o grisenc i esdevenen rogencs amb el temps. Els borrons són subglobosos d'uns 4-5 mm., d'esquames porpres i molt resinosos.

## Distribució i Ecologia
Espècie que és present al llarg dels vessants occidentals de la serralada de les Cascades, a la costa oest dels Estats Units i el Canadà. Des del Sud d'Alaska fins al Nord de Califòrnia. A Alaska habita l'estatge basal dels 0 als 300 metres, mentre que al seu límit sud de distribució, a Oregon i Califòrnia, apareix a l'estatge montà i subalpí. Creix sobre sòls àcids d'origen glacial. Habita zones de clima oceànic humit, amb elevades precipitacions que poden arribar als 4.000 mm. en certs indrets, molta de la qual cau en forma de neu durant l'hivern. Forma boscos mixtos aciculifolis amb altres coníferes com Tsuga heterephylla, Picea sitchensis, Pseudotsuga menziesii, Thuja plicata, Chamaecyparis nootkatensis, Abies grandis, Abies magnifica o Abies procera. En ambients subalpins també cohabita amb Abies lasiocarpa i Tsuga mertensiana.

## Plagues i patògens
La principal plaga que afecta a Abies amabilis és l'àfid Adelges piceae, una espècie invasora provinent d'Europa i que colonitzà la costa del Pacífic als anys 50 del segle xx. Aquest àfid, perfora l'escorça per tal d'alimentar-se del càmbium, provocant el bloqueig de la saba i el xilema, induint la defoliació i la mort d'arbre en uns 3 anys. Certes poblacions, com les situades a l'estatge subalpí, semblen tenir més resistència al patogen. Igualment a diferència d'altres espècies atacades per Adelges piceae com l'Abies fraseri, Abies amabilis està fora de perill i no es pateix per la seva vitalitat. Hi ha diferents espècies autòctones d'insectes que també poden fer greus danys a aquesta espècie; Megastigmus pinus, Megastigmus lasiocarpae i Earomyia abietum s'alimenten de les pinyes i les llavors, i causen una gran predació de la llavor en anys d'anyivoria. És molt susceptible també a defoliadors i minadors de la fulla com Lambdina fiscellaria, Acleris gloverana, Melanolophia imitata, Ectropis crepuscularia o Choristoneura occidentalis; els quals causen certs brots de relativa importància periòdicament. Les plantes hemiparàsites arceutobi de la tsuga (Arceuthobium tsugense) i arceutobi de l'avet Arceuthobium abietinum poden parasitar-lo, sobretot en boscos de coníferes mixtos.

## Galeria d'imatges

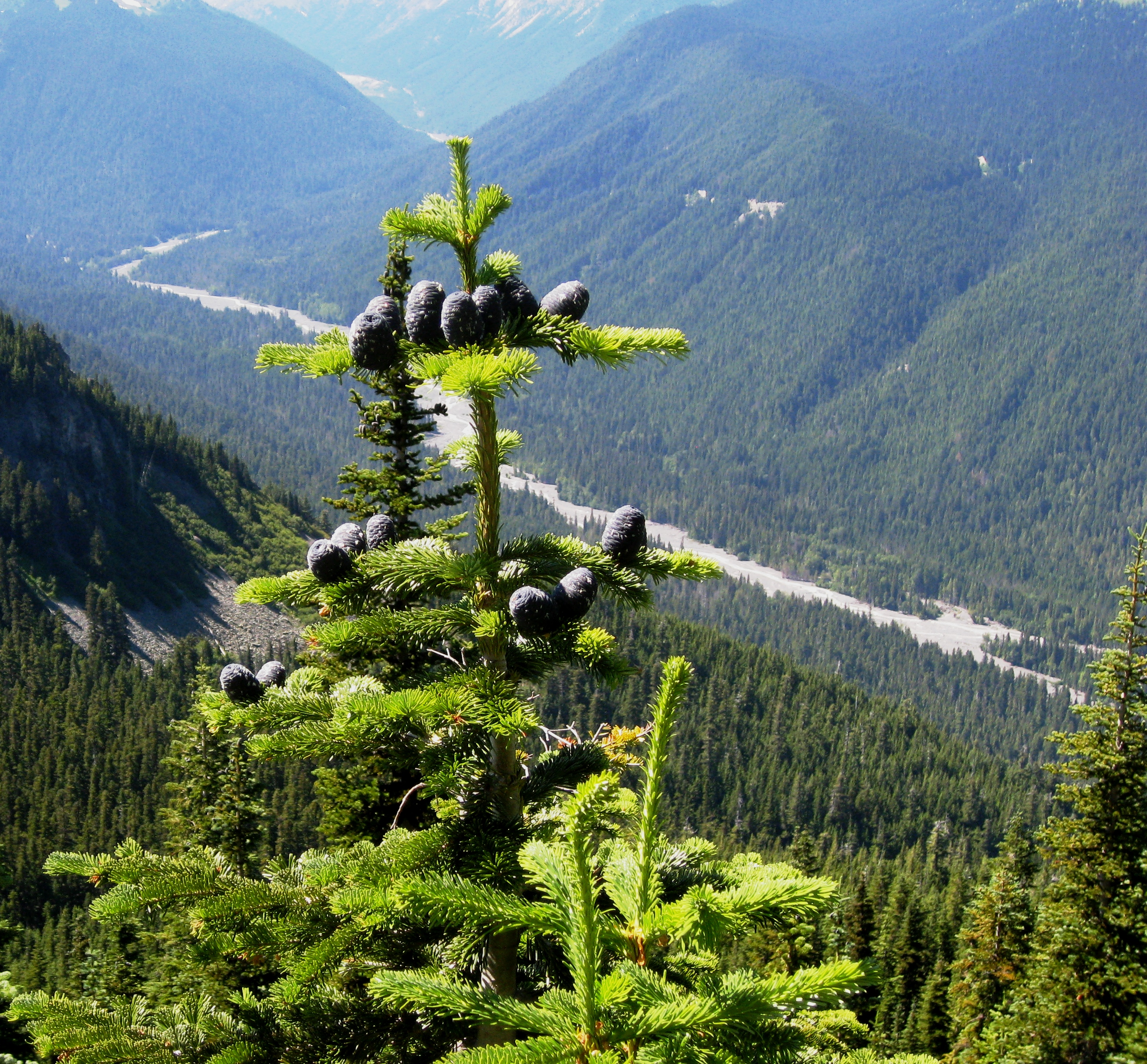
A. amabilis amb cons (pinyes)
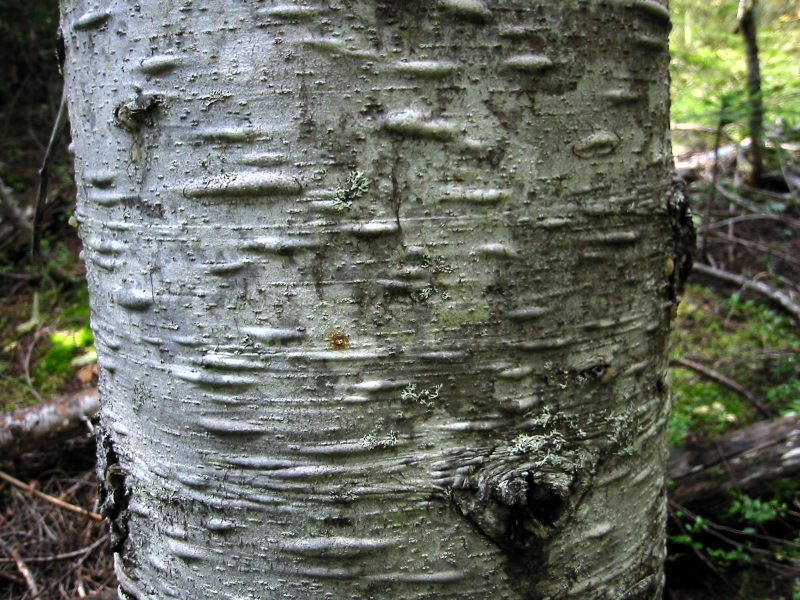
Escorça d'un exemplar jove
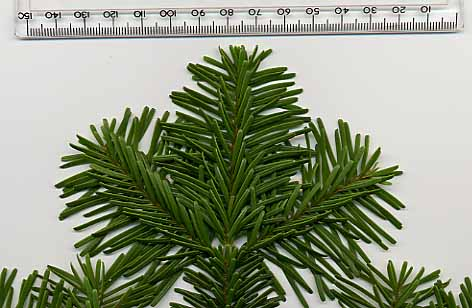
Fulles
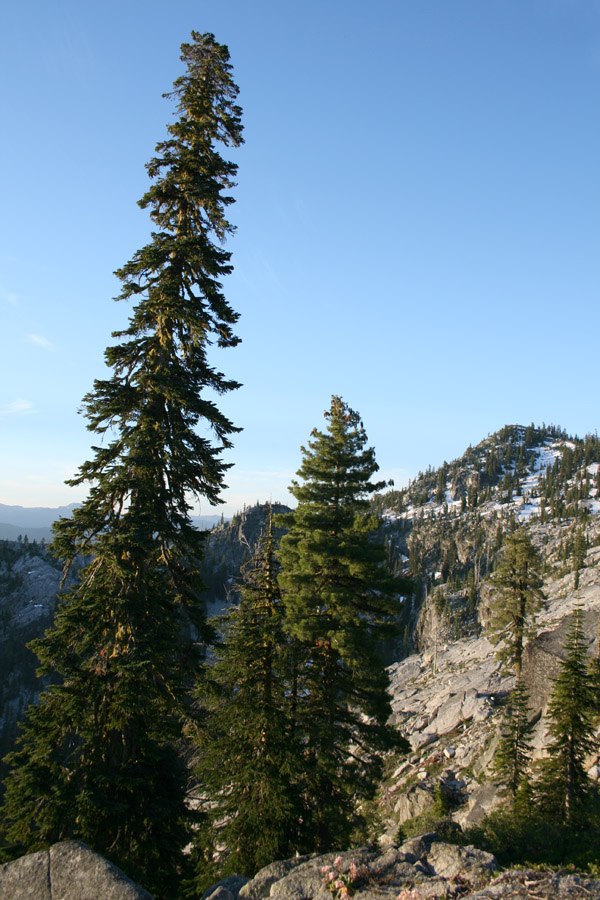
En el seu hàbitat natural (arbre de l'esquerra)